# As Américas e a Civilização
As Américas e a Civilização: Processo de Formação e Causas do Desenvolvimento Desigual dos Povos Americanos é um livro do antropólogo brasileiro Darcy Ribeiro, publicado pela primeira vez em português no ano de 1970, que busca categorizar as sociedades contemporâneas da América de acordo com seus processos de formação cultural e desafios mais imediatos, bem como discorrer sobre os mesmos em distintos graus de profundidade.
Ribeiro parte da assunção de que as sociedades contemporâneas são frutos da expansão europeia, para ele, dividida em dois processos históricos — na toada de seus trabalhos passados — onde, em um primeiro momento, Rússia, Portugal e Espanha; Holanda, Inglaterra e França, em um segundo momento, alteraram profundamente a vida de boa parte da humanidade.
A depender das consequências dos processos de expansão promovidos pela Revolução Mercantil e pela Revolução Industrial, Ribeiro classifica as sociedades deles resultantes como povos-novo, povos-testemunho, povos-transplantado ou povos-emergente, categorias que ele chama de configurações histórico-culturais, pretendendo iniciar um intenso debate acerca do conhecimento que os povos americanos modernos têm de si mesmos.

## Categorias

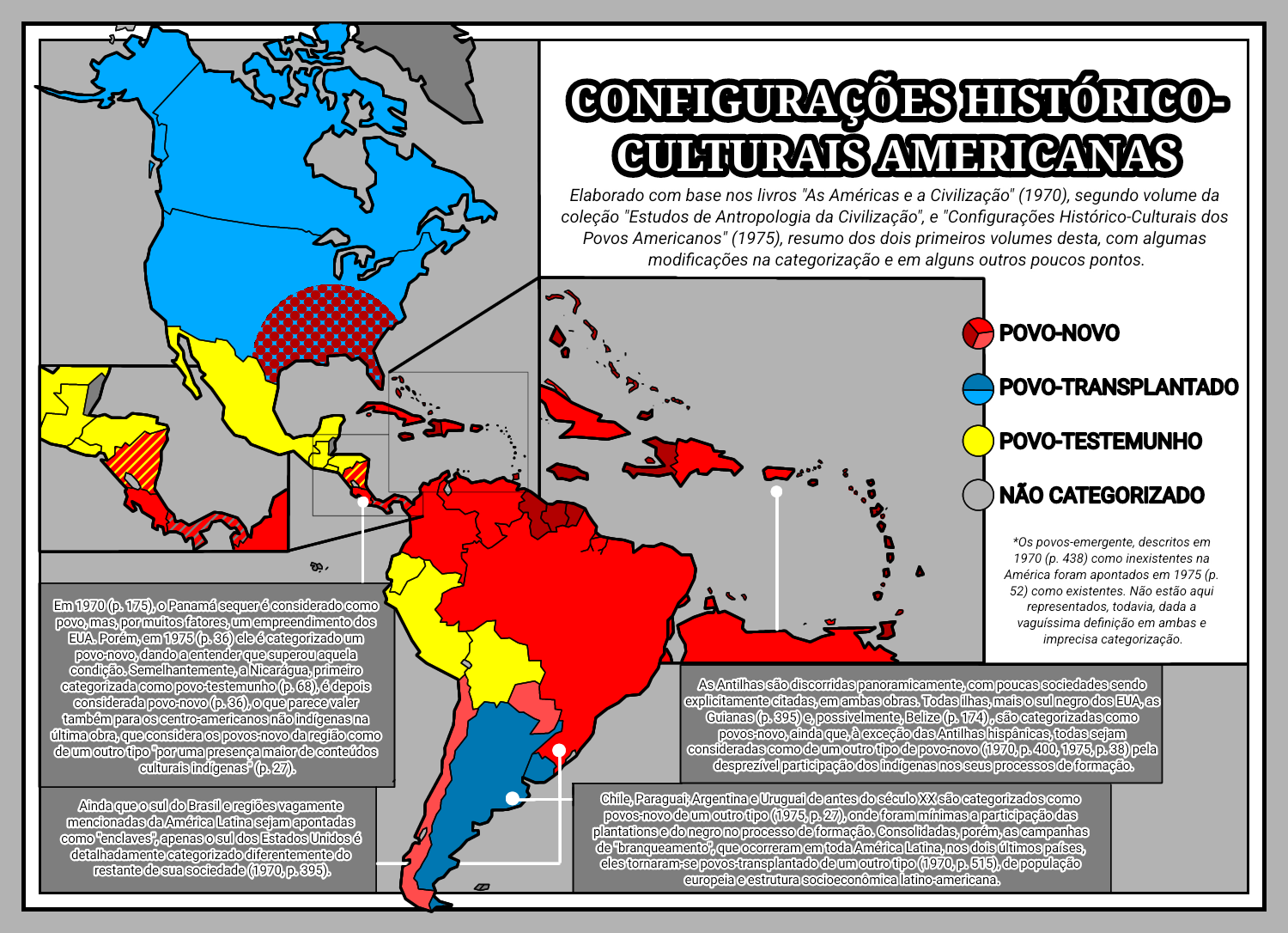
Os povos-testemunho (amarelo) são restos de antigas civilizações, desfiguradas pelo contato com o europeu; os povos-transplantado (azul) são extensões da Europa, surgidas de grandes ondas migratórias; e os povos-novo (vermelho) são híbridos totalmente novos, nascidos do contato entre povos muito distintos em contextos de dominação.

Os povos-testemunho, como o Peru e o México, são restos de civilizações indígenas, desfiguradas pela intervenção em seus sistemas de produção, pela substituição de suas classes dominantes e pelo forçado convívio indiferenciado com povos rivais.
Os povos-transplantado, como os Estados Unidos e a Argentina, são extensões de sociedades europeias, formadas pela migração maciça às terras conquistadas, pelo pequeno contato dos colonos com outros povos e pelo seu mínimo distanciamento cultural da Europa.
Os povos-novo, como o Brasil e Cuba, são hibridizações entre dominados e dominadores, formados pela intensa miscigenação entre povos muito diferentes, pelo brutal submetimento destes a formas comuns de exploração e pela inviabilidade da reprodução de seus modos de vida originais nas novas sociedades.
Os povos-emergente, como os antigos araucanos e os modernos quéchuas, a categoria menos discorrida, são também restos de antigas civilizações indígenas, aspirantes à reconstituição de seus modos de vida originais e à autonomia ou independência política.
Ribeiro associa à cada categoria certos problemas sociais e desafios, muitos deles relacionados à integração no atual processo de transformação das sociedades, desencadeado pela Revolução Termonuclear.
Isso também é válido para todo o restante do mundo, chegando Ribeiro a classificar algumas outras sociedades nessa ou naquela categoria para fins ilustrativos, no entanto, a ênfase da obra é nos povos americanos, sendo uma espécie de focalização na América do que foi elaborado em O Processo Civilizatório.

### Povos-testemunho
"[…] as populações mexicanas, mesoamericanas e andinas, enquanto sobreviventes de antigas civilizações — asteca, maia e incaica — que desmoronaram ao impacto da expansão europeia, entrando num processo de aculturação e de reconstituição étnica, ainda inconcluso para todas elas".— RIBEIRO, p.125
Ribeiro classifica como povos-testemunho: México, partes da América Central, Peru, Bolívia e Equador, onde os povos indígenas situados em estágios mais avançados do continuum da evolução sociocultural viram a substituição de suas classes dominantes, a tomada de suas capitais e a reconfiguração de seus centros de difusão de cultura erudita como mera conquista — havendo inclusive colaboração por parte de setores intermediários, que viram chance de expandir seus privilégios —, a qual sucedeu uma dualidade de opressão tão intensa que os fez profundamente diferenciados de todas suas matrizes e irregularmente introduzidos na cultura dominadora;

### Povos-transplantado
"[…] os resultados contemporâneos das migrações para amplos espaços do Novo Mundo de contingentes europeus que para cá vieram com suas famílias, aspirando reconstituir a vida social de suas matrizes, com maior liberdade e com maiores chances de prosperidade".— RIBEIRO, p. 455
Ribeiro classifica como povos-transplantado americanos: Canadá e Estados Unidos, onde excedentes populacionais da Inglaterra, e em um segundo momento da Europa inteira, se organizaram em granjas autossuficientes, sem muito convívio e miscigenação com demais contingentes humanos, não passando por intensos processos de aculturação para se fazerem americanos, mas tão somente por assimilação, dada a proximidade entre as culturas inglesa e as demais europeias; Argentina e Uruguai, onde a população mestiça original foi esmagada por excedentes populacionais europeus na toada das políticas de embranquecimento, a maioria da Itália e Espanha, que só permitiram alguma preservação da cultura original pela necessidade de adaptação ecológica, pela então inexistência das identidades europeias modernas e pela dupla presença de culturas de base hispânica — nativos e imigrantes —, constituindo, talvez, o único caso na história onde a população original foi substituída por imigrantes.

### Povos-novo
"[…] o resultado de formas específicas de dominação étnica e de organização produtiva sob condições de extrema compulsão social e deculturação compulsória que, embora exercidas em outras épocas e em distintas áreas do mundo, alcançaram na América colonial a mais ampla e a mais rigorosa aplicação".— RIBEIRO, p. 223
Ribeiro classifica como povos-novo: Brasil, Colômbia, Venezuela, Antilhas espanholas e partes da América Central, onde o contato entre homens europeus e mulheres de povos situados nos estágios iniciais do continuum da evolução sociocultural produziram grandes populações mamelucas que acabaram por aculturar os contingentes africanos explorados em regimes de plantations — no caso dos quatro primeiros — e por servirem de mão de obra especializada em outros empreendimentos coloniais — no caso dos três últimos; Guianas, Sul dos EUA, Antilhas inglesas, francesas e holandesas, onde a massa mameluca não existiu ou emigrou após a instalação de regimes de plantations. responsável pela concentração de imensos contingentes africanos e crioulos, que acabaram por assumir o papel de protoetnia aculturadora.

### Casosui generispanamenho
"[…] que não chega a ser um povo pelo artificialismo de sua criação e pela coerção sobre ele exercida pelos norte-americanos, impossibilitando qualquer esforço de integração nacional".— RIBEIRO, p. 209
Tetrapartido em componentes indígenas, negros, criollos e americanos verdadeiramente apartados dos três primeiros em ilhas de riqueza, Ribeiro não classificava o Panamá de sua época em nenhuma das categorias concebidas, ainda não consciente de si ou revoltado com os militares e administradores americanos do canal.

## Críticas
No livro Configurações Histórico-Culturais dos Povos Americanos, resumo de O Processo Civilizatório e d'As Américas e a Civilização, vários autores, de várias partes do mundo comentam sobre diversos pontos das duas obras, tecendo críticas, elogios e recomendações.
Os arqueólogos Jan Bouzek, Tchecoslováquia, e Cynthia Nelson, Egito, rechaçam importantes partes d'O Processo Civilizatório, que afetam visceralmente este livro, desde o julgamento de ser necessário enfatizar as enormes diferenças entre as sociedades agrícolas, até o julgamento de que as formações socioculturais não explicam o processo evolutivo. Além disso, Nelson julga necessário considerar a autoimagem das sociedades ao discorrer sobre suas transformações étnicas.
O antropólogo estadunidense Frederick Hicks questiona se as configurações histórico-culturais realmente ponderam características econômicas e ecológicas o suficiente, sugerindo serem excessivamente baseadas em manifestações religiosas e étnico-raciais. Também questiona pontos d'O Processo civilizatório, sugerindo que os Estados rurais artesanais coletivistas e privatistas não são formações socioculturais alternativas, mas sucessivas.
Para o arqueólogo canadense Andrew Hunter Whiteford, Ribeiro "amontoa a diversidade da sociedade mexicana ou peruana numa singular categoria simplesmente porque está, agora, situada no local de uma cultura pré-colombiana altamente desenvolvida", o que, somado à negação que faz do sentimento de nostalgia indígena dos mestiços nos povos-testemunho, faz o arqueólogo julgar confusa a tipologia.
Para o antropólogo brasileiro Eduardo Galvão, Ribeiro erra de modo crasso ao nada dizer sobre a existência de fortes tensões entre brancos e negros não só nos povos-transplantado, como os Estados Unidos, mas inclusive em países profundamente caldeados como alguns povos-novo, notavelmente o Brasil, frequente e erroneamente apontado como "democracia racial". Julga o esquema, ainda, como "antes de caráter sociopolítico do que uma tentativa de análise cultural".